# Shojā‘ābād (ort i Lorestan)
Shojā‘ābād (persiska: شجاع آباد) är en ort i Iran.   Den ligger i provinsen Lorestan, i den västra delen av landet, 400 km sydväst om huvudstaden Teheran. Shojā‘ābād ligger 1 378 meter över havet och antalet invånare är 278.
Terrängen runt Shojā‘ābād är varierad.Runt Shojā‘ābād är det ganska tätbefolkat, med 72 invånare per kvadratkilometer. Närmaste större samhälle är Khorramābād, 12,4 km söder om Shojā‘ābād. Omgivningarna runt Shojā‘ābād är i huvudsak ett öppet busklandskap.